# میدز مورتون
میدز مورتون (به انگلیسی: Maids Moreton) یک روستا و محله مدنی در بریتانیا است که در Aylesbury Vale واقع شده‌است. میدز مورتون ۸۴۷ نفر جمعیت دارد.